# Hassan Nazari
Hassan Nazari (persan : حسن نظری) (né le 19 août 1956 à Abadan en Iran) est un footballeur international iranien, qui évoluait au poste de défenseur, avant de devenir entraîneur.

## Biographie

### Carrière de joueur

#### Carrière en sélection
Avec l'équipe d'Iran, il joue 34 matchs (pour un but inscrit) entre 1975 et 1978. 
Il figure dans le groupe des sélectionnés lors de la coupe du monde de 1978. Lors du mondial, il joue trois matchs : contre les Pays-Bas, l'Écosse et le Pérou.
Il participe également à la coupe d'Asie des nations de 1976, qu'il remporte, ainsi qu'aux JO de 1976. Il joue trois matchs lors du tournoi olympique.

## Palmarès
Iran
- Coupe d'Asie des nations (1) :
  - Vainqueur : 1976.